# 종돈
《종돈》은 1987년 8월 23일에 MBC TV에서 방영된 베스트셀러극장이다.

## 줄거리
젊은 나이에 과부가 된 필녀(정혜승)는 봉암리 마을에서 아름답기로 소문이 난 미인으로 역시 과부인 시어머니 석포댁(김석옥), 시동생 태국(맹상훈)과 함께 살고 있다. 어느 날 필녀네 집에서 기르는 수퇘지가 씨돼지 구실을 하기 시작하면서 필녀에게 이상한 변화가 일어난다. 필녀는 잠자다가 소리를 지르는 등 이상한 잠버릇을 시작한다. 이 소문이 동네에 퍼지자 난감한 시어머니는 무당을 찾아가는데...

## 출연
- 정혜승
- 김석옥
- 김인태
- 김웅철
- 나영진
- 맹상훈
- 박종관
- 정성모
- 국정환
- 김흥수
- 이숙
- 김성자
- 김주명
- 김지영
- 김영석
- 연현철
- 오경석
- 김미량
- 안성진
- 지현숙